# Grand Puyconnieux
Le Grand Puyconnieux est un sommet de l'ouest du Massif central, en France, situé sur la commune de Dournazac (Haute-Vienne). Culminant à l'altitude de 498 m, il appartient au petit massif des monts de Châlus, et plus largement à l'ensemble des monts du Limousin, qui s'étendent essentiellement sur la Haute-Vienne, la Corrèze et les marges des départements voisins.
Aménagé pour la promenade, son sommet dégagé permet de bénéficier d'une vue large sur les environs. Le Grand Puyconnieux constitue aussi un site inscrit depuis 1977.

## Toponymie
Deux hypothèses sont avancées pour expliquer le nom du lieu : une déformation de cuneus (« coin » en latin, évoquant la forme du relief), ou une adaptation du mot occitan conilh (lapin), allusion à la profusion de l'espèce dans les environs, que la proximité du micro-toponyme Masselièvre (traduit en français « assomme-lièvres ») pourrait corroborer.

## Géographie

### Localisation
Le Grand Puyconnieux se trouve dans le sud-ouest du département de la Haute-Vienne, à environ 35 km au sud-ouest de Limoges. Le département de la Dordogne est proche, sa limite se trouvant à environ 4 km au sud (commune de Mialet).
Il constitue le point culminant de la partie occidentale des monts de Châlus, ensemble de collines de basse altitude s'étirant sur une trentaine de kilomètres d'ouest en est, que la ville de Châlus sépare en deux sous-ensembles.
Le petit village du Grand Puyconnieux s'établit sur le flanc sud du mont. Le bourg de Dournazac est éloigné d'environ 5 km vers le sud-est.
Le sommet est situé sur la ligne de partage des eaux entre le bassin versant de la Charente au nord-ouest (via la Tardoire et le Bandiat, lequel prend sa source à 900 m à l'ouest) et celui de la Dordogne au sud (via la Dronne). Le bassin de la Vienne est distant d'une dizaine de kilomètres à l'est.

### Panorama

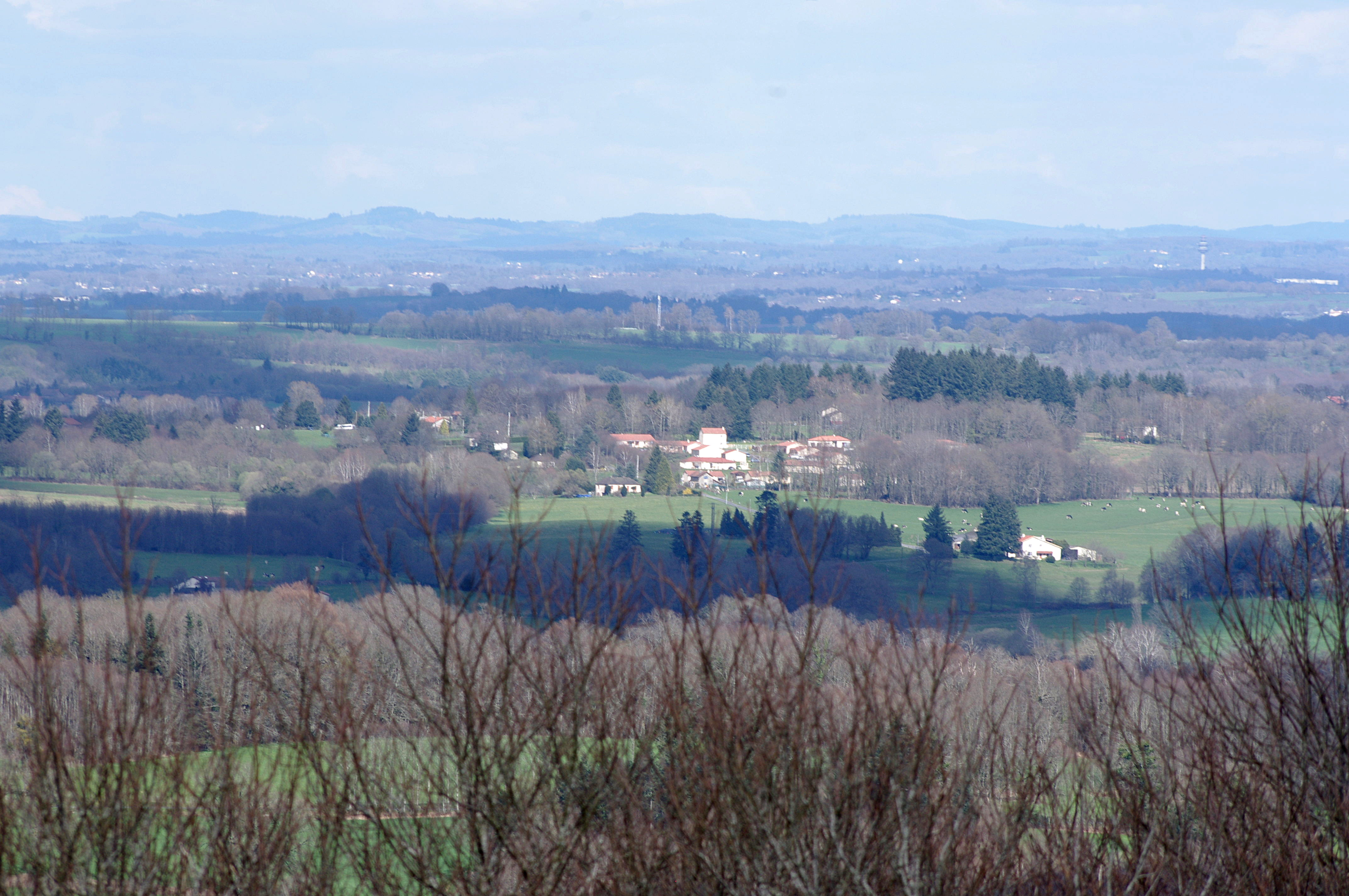
Vue sur le bocage limousin.

Le Grand Puyconnieux offre un point de vue panoramique sur le sud-ouest de la Haute-Vienne et une partie de la Charente limousine. On peut notamment y apercevoir le château de Rochechouart, la ville de Limoges et les monts d'Ambazac.
La DREAL de Nouvelle-Aquitaine y a installé deux tables d'orientation en 2017. Ce mobilier présente les spécificités patrimoniales des communes voisines. Un mobilier spécifique y décrit aussi la situation particulière du mont, à la rencontre de plusieurs bassins versants.

## Histoire

### Occupation humaine
Des fouilles archéologiques menées en 1980 et 2001 ont permis d'attester une présence humaine au Néolithique et à l'époque gallo-romaine,.

## Protection environnementale
Par arrêté ministériel du 28 avril 1977, le Grand Puyconnieux bénéficie d'une protection au titre des sites inscrits.